# باسیلیو لامی دوزو
باسیلیو آرتورو ایگناسیو لامی دوزو (۱ فوریه ۱۹۲۹- ۱ فوریه ۲۰۱۷)  سرتیپ آرژانتینی و عضو نیروی هوایی آرژانتین بود. او در دیکتاتوری نظامی معروف به فرآیند سازماندهی مجدد ملی (۱۹۸۳-۱۹۷۶) شرکت کرد و همراه با لئوپولدو فورتوناتو گالتیری و خورخه آیزاک آنایا ، عضو سومین نظامی بود که بین سال‌های ۱۹۸۲ تا ۱۹۸۱ بر آرژانتین حکومت کرد. او در کنار رینالدو بیگنون و عمر گرافینا یکی از آخرین بازمانده های دیکتاتوری بود.
در محاکمه نظامیان در سال ۱۹۸۵، او به اعمال شکنجه ، اظهارات دروغین و آدم ربایی متهم و تبرئه شد. 
در سال ۱۹۸۹، او در جریان دادرسی کیفری ناشی از جنگ فالکلند در سال ۱۹۸۲، که در آن به عنوان فرمانده کل نیروی هوایی خدمت کرده بود، به هشت سال زندان محکوم شد. در سال ۱۹۹۰ از کارلوس منم عفو ریاست جمهوری دریافت کرد و اجازه یافت تا درجه نظامی خود را حفظ کند.
در سال ۲۰۰۳، سیستم قضایی اسپانیا به دنبال استرداد وی به منظور محاکمه در اسپانیا به دلیل جنایات علیه بشریت در دوران دیکتاتوری بود. در ابتدا دولت خوزه ماریا اسنار، نخست وزیر اسپانیا، استرداد را غیرقابل قبول اعلام کرد، اما در سال ۲۰۰۵، دادگاه عالی این تصمیم را لغو کرد و دستور داد روند استرداد ادامه یابد.

## زندگی شخصی
باسیلیو آرتورو ایگناسیو لامی دوزو در استان سانتیاگو دل استرو از مهاجرانی از سوریه و لبنان متولد شد که قبل از سقوط امپراتوری عثمانی پس از جنگ جهانی به جمهوری آرژانتین آمده بودند.  او در ۱ فوریه ۲۰۱۷ در هشتاد و هشتمین سالگرد تولدش درگذشت.  